# Colnago
Colnago Ernesto & C. S.r.l. hoặc Colnago là một nhà sản xuất xe đạp đua đường cao cấp được thành lập bởi Ernesto Colnago gần Milano ở Cambiago, Ý. Colnago vẫn là một doanh nghiệp do gia đình kiểm soát cho đến ngày 4 tháng 5 năm 2020, khi công ty đầu tư Chimera Investments LLC có trụ sở tại UAE tuyên bố đã mua lại phần lớn cổ phần của Colnago từ Ernesto Colnago, mặc dù trụ sở chính sẽ vẫn được đặt tại Ý sau khi mua lại.
Ernesto Colnago không theo nghề nông của gia đình mà chọn làm việc trong lĩnh vực xe đạp. Ông bắt đầu học nghề tại Gloria Bicycles khi mới 13 tuổi, và sau đó tham gia đua xe đạp đường trường. Sau khi một tai nạn nghiêm trọng kết thúc sự nghiệp đua xe của mình, ông bắt đầu làm việc phụ cho Gloria và mở cửa hàng riêng vào năm 1954, sản xuất những chiếc khung xe đạp đầu tiên của mình trong cùng năm đó. Trong khi sản xuất khung xe đạp, ông vẫn được nhiều người tin tưởng nhờ tay nghề thợ sửa xe đua của mình. Ông là thợ cơ khí thứ hai trong đội Nivea tham dự Giro d'Italia dưới sự dẫn dắt của Faliero Masi vào năm 1955, và cuối cùng được thuê làm thợ cơ khí trưởng cho đội Molteni của huyền thoại xe đạp Bỉ Eddy Merckx vào năm 1963.
Công ty Colnago được biết đến lần đầu tiên với những chiếc xe đạp có khung thép chất lượng cao, phù hợp với môi trường đua xe chuyên nghiệp khắt khe. Sau đó, Colnago trở thành một trong những nhà sản xuất xe đạp sáng tạo nhất, chịu trách nhiệm cho những đổi mới trong thiết kế và thử nghiệm với các vật liệu mới và đa dạng, bao gồm sợi carbon, hiện là vật liệu chính trong cấu tạo xe đạp hiện đại. Năm 2020, sau khi mất vợ và anh trai, Ernesto Colnago đã bán phần lớn cổ phần của mình trong công ty cho một công ty đầu tư của Các Tiểu vương quốc Ả Rập Thống nhất.

## History

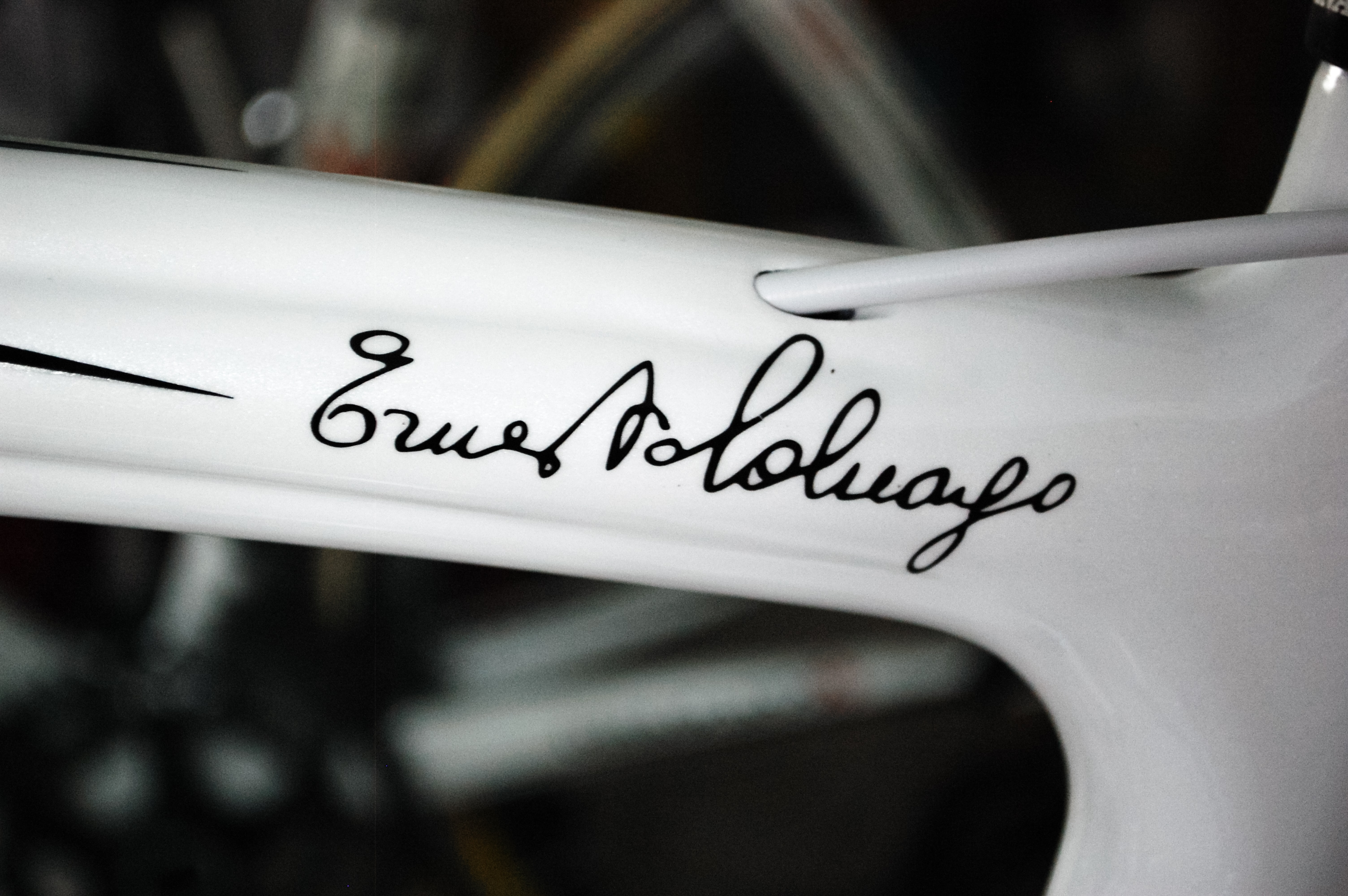
Chữ ký của Ernesto Colnago không còn được nhìn thấy trên những chiếc xe đạp Colnago mới, kể từ khi Chimera/UEA nắm giữ 51% cổ phần của thương hiệu.

Một trong những chiến thắng lớn đầu tiên trên khung xe đạp Colnago là vào năm 1957, khi Gastone Nencini giành chiến thắng trong cuộc đua Giro d'Italia năm 1957 trên chiếc xe đạp Colnago. Năm 1960, Colnago đạt được nhiều sự công nhận hơn khi Luigi Arienti giành huy chương vàng tại Thế vận hội Olympic Rome trên chiếc xe đạp Colnago. Đến cuối những năm 1960, Colnago được coi là một trong những nhà sản xuất khung xe đạp đua đường bằng thép tốt nhất thế giới.
Colnago và Eddy Merckx có mối quan hệ hợp tác rất thành công, đã dẫn đến nhiều chiến thắng trong các cuộc đua xe đạp chuyên nghiệp và những đổi mới trong thiết kế xe đạp. Colnago đã sản xuất nhiều chiếc xe đạp đặc biệt cho Merckx, bao gồm chiếc xe đạp thép siêu nhẹ mà anh sử dụng để phá vỡ kỷ lục thế giới một giờ vào năm 1972.

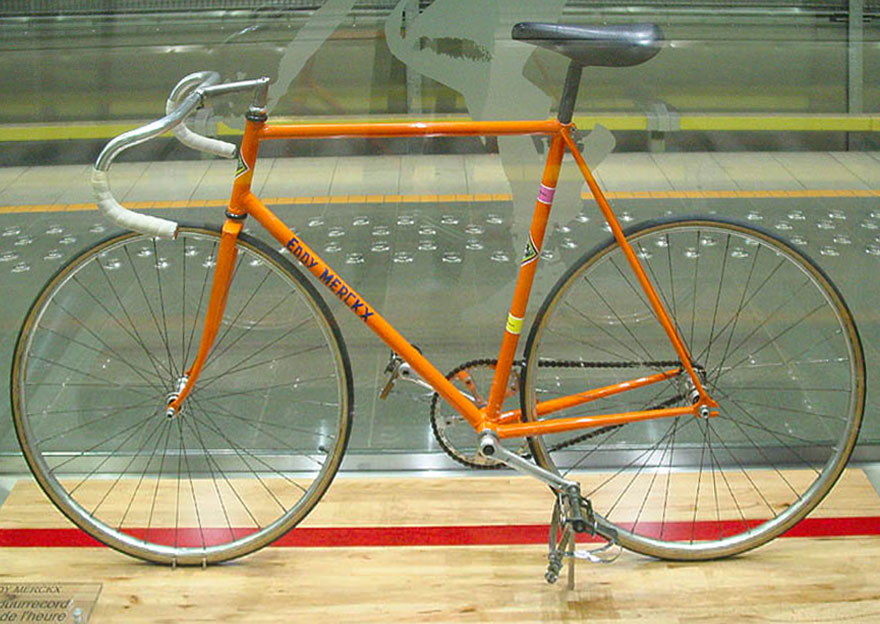
Chiếc xe đạp mà Eddy Merckx sử dụng để phá vỡ Kỷ lục một giờ vào năm 1972 sử dụng khung xe Colnago.

Với danh tiếng ngày càng tăng từ những chiến thắng trong các cuộc đua, Colnago đã bước vào thị trường xe đạp sản xuất. Tại Hoa Kỳ, đầu những năm 1970 đã chứng kiến một cơn sốt xe đạp khác, và Colnago đã "sản xuất xe đạp như thể tương lai của nhân loại đang bị đe dọa." Mẫu xe chính của dòng xe Colnago trong những năm 1970 là Super, tiếp theo là Mexico, được đặt tên để vinh danh thành tích phá kỷ lục một giờ thành công. Các mẫu xe khác được bổ sung bao gồm Superissimo và Esa Mexico.
Năm 1979, Ernesto Colnago đã tặng cho Giáo hoàng John Paul II chiếc xe đạp bằng thép mạ vàng được thiết kế riêng.
Để đáp lại những lời chỉ trích rằng khung xe của mình không đủ cứng, Colnago tiếp theo đã thử nghiệm các cách để thay đổi hành vi của các thành phần khung xe. Năm 1983, ông giới thiệu Oval CX với ống trên có tiết diện hình oval để tăng độ cứng. Sau đó, ông đã thử nghiệm với nhiều khung ống uốn nếp khác nhau, trở thành các mẫu sản xuất làm khung hàng đầu của họ, bắt đầu với "Super Profil" và "Master". Sau này, "Master-Light", Master Olympic và Master Più đã mở rộng phạm vi. Colnago đã chế tạo một khung từ ống thép Columbus được Giuseppe Saronni sử dụng để giành chức vô địch thế giới đua xe đạp chuyên nghiệp đường trường vào năm 1982, và sau đó một bộ sưu tập xe đạp tồn tại trong thời gian ngắn đã được dán nhãn hiệu Saronni. Năm 1983, Giuseppe Saronni đã giành chiến thắng trong cuộc đua Giro d'Italia trên một chiếc xe đạp Colnago. Những chiếc khung thép giành chiến thắng trong các cuộc đua đã làm nên danh tiếng của Colnago: "Cùng nhau, Eddy Merckx và Giuseppe Saronni đã giành được 719 chiến thắng từ năm 1965 đến năm 1988, và phần lớn những chiến thắng đó là trên chiếc Colnago khung thép. Ernesto Colnago lần đầu tiên thiết kế khung Master vào năm 1982 để thay thế cho Mexico, được đặt tên theo thành tích phá kỷ lục Giờ của Eddy Merckx tại thành phố Mexico. Trong suốt 17 năm trong peloton chuyên nghiệp, Master đã được sử dụng để giành chiến thắng hàng trăm lần, và có rất ít chiếc xe đạp nào có bảng vàng thành tích như vậy."
Kể từ những năm 1980, trong khi Colnago vẫn tiếp tục sản xuất những chiếc xe đạp khung thép cao cấp, họ cũng bắt đầu sản xuất khung xe đạp bằng các vật liệu khác ngoài thép, bao gồm titan, nhôm, sợi carbon và vật liệu hỗn hợp. Một khung xe độc đáo từ thời kỳ này, Bititan, có ống dưới kép bằng titan. Ống uốn nếp và quá khổ đã được sử dụng trên Tecnos - một trong những chiếc xe đạp khung thép sản xuất nhẹ nhất được sản xuất. Tương tự, ống nhôm quá khổ uốn nếp đã được sử dụng trên khung Dream. Năm 1981, Colnago đã tạo ra nguyên mẫu CX Pista - một chiếc xe đạp sợi carbon monocoque hoàn chỉnh với bánh xe đĩa, được trưng bày tại triển lãm xe đạp Milan. Sau đó, Colnago đã hợp tác với Ferrari để phát triển công nghệ sợi carbon mới, và Ernesto cũng ghi nhận công lao của các kỹ sư của họ đã thách thức ông về thiết kế phuộc, dẫn đến phuộc thép lưỡi thẳng Precisa sáng tạo của Colnago (1987). Colnago cũng thử nghiệm với khung đa vật liệu, bao gồm CT-1 và CT-2 được cấu tạo từ các ống chính bằng titan, phuộc và thanh chống sau bằng sợi carbon, và một khung Master được cấu tạo tương tự (mặc dù tồn tại trong thời gian ngắn) được cấu tạo từ các ống chính bằng thép, phuộc và thanh chống bằng carbon.

Những nỗ lực ban đầu của Colnago trong việc sản xuất khung xe đạp bằng sợi carbon không thành công về mặt thương mại, nhưng những bài học kinh nghiệm thu được đã được thể hiện trong các mẫu khung hàng đầu của họ, chẳng hạn như C-40, chiếc xe đạp được tìm kiếm nhiều nhất (1994), và người kế nhiệm của nó, C-50 (2004) - lần lượt được đặt tên cho năm thứ 40 và 50 của Colnago trong lĩnh vực sản xuất xe đạp. Những khung xe đạp bằng sợi carbon này đã thiết lập nên những tiêu chuẩn mới về chất lượng. Chúng được chế tạo bằng cách sử dụng một dạng sửa đổi của phương pháp chế tạo khung xe đạp truyền thống, thay thế các chấu bằng sợi carbon cho thép đúc vi mô, và "ống" bằng sợi carbon cho các ống thép phức tạp được sử dụng để chế tạo khung thép. Các kỹ thuật xây dựng tương tự được sử dụng trong thiết kế mới nhất, C59, được đặt tên (như trước đây) theo năm sản xuất của nó.

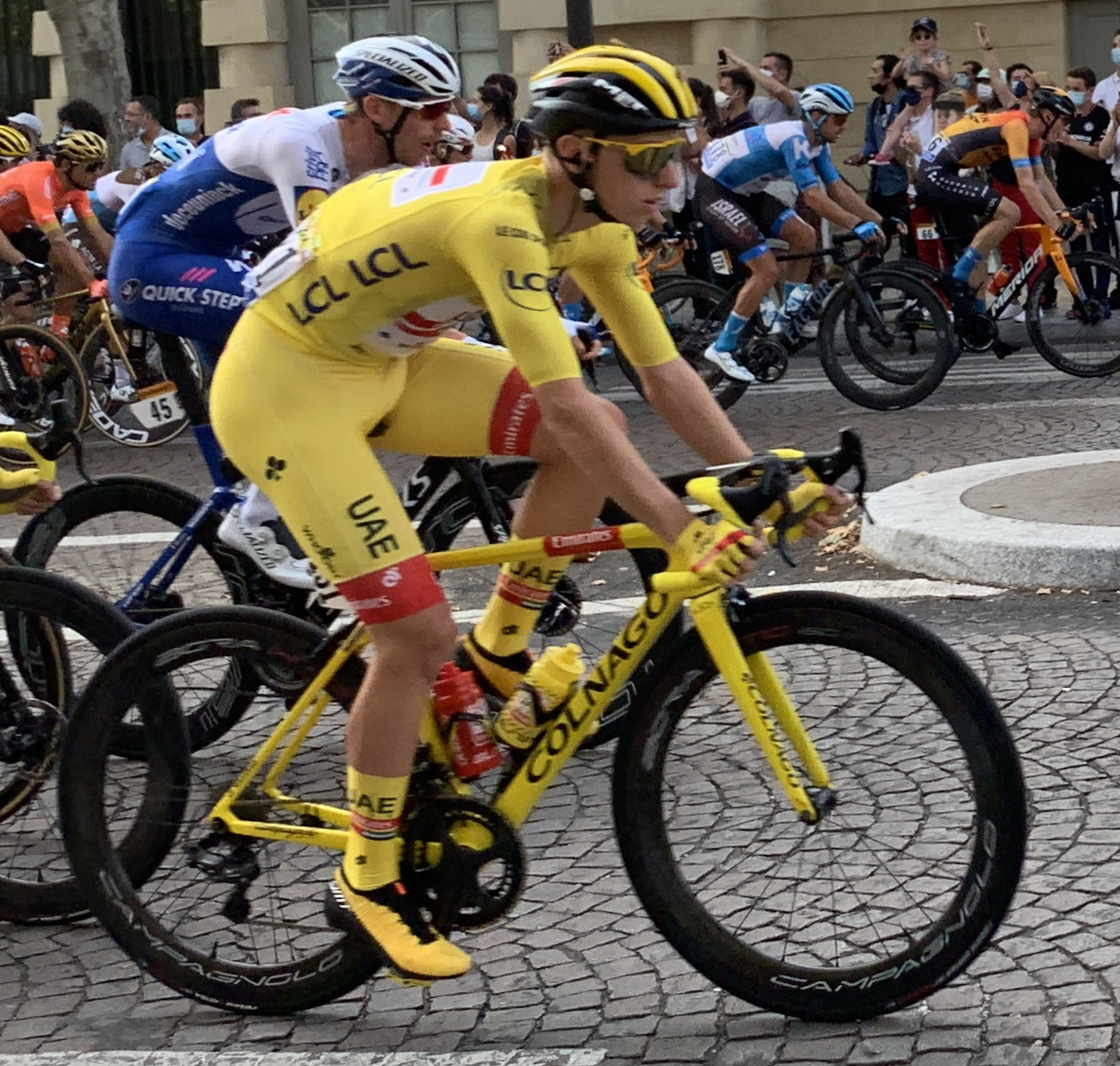
Tadej Pogačar cưỡi chiếc Colnago màu vàng ở chặng cuối của Tour de France 2020

Chiếc C40 đã giành chiến thắng trong 5 giải Paris-Roubaix trong 6 năm. Đáng ngạc nhiên là, chiến thắng của Tadej Pogačar tại giải Tour de France 2020 đánh dấu lần đầu tiên một chiếc xe đạp mang thương hiệu Colnago được người chiến thắng ở bảng tổng sắp chung cuộc cưỡi, kể từ khi những chiến thắng của Merckx là trên những chiếc xe đạp được đổi tên thương hiệu.
Một cuộc phỏng vấn với Ernesto Colnago trong đó ông mô tả các mẫu xe Colnago mang tính biểu tượng (được quay tại bảo tàng nhà máy) có sẵn trên YouTube. Gia đình Colnago ra mắt La Collezione, 25/11/22 tại Milan, 18/12/22 Khách mời khai trương trước La Collezione Cambiago .

## Colnago tài trợ cho các đội đua xe đạp từ năm 1968

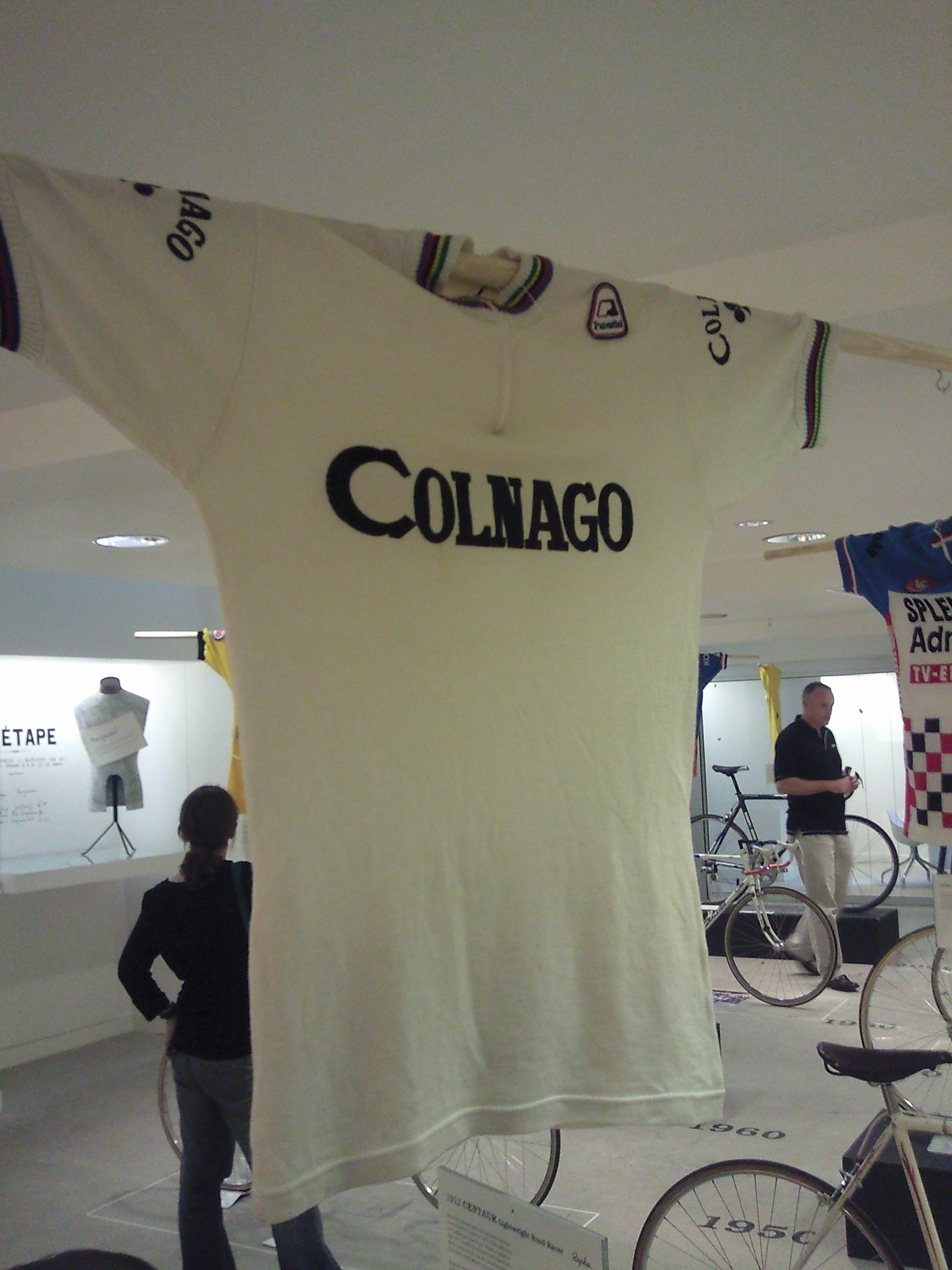
Áo đấu Colnago

Colnago đã tài trợ cho ít nhất một đội đua chuyên nghiệp mỗi năm kể từ năm 1974, thường tài trợ cho nhiều hơn một đội. Ngoài ra, các đội khác trong peloton cũng đã thi đấu trên xe đạp Colnago. Có lẽ nổi tiếng nhất là đội Molteni bao gồm Eddy Merckx, nhưng nhà vô địch thế giới Giuseppe Saronni cũng đã cưỡi xe đạp Colnago trong suốt sự nghiệp của mình, từ năm 1977 với Scic, sau đó với Gis Gelati và với Colnago-Del Tongo. Năm 2021, Colnago xác nhận rằng Saronni đã sử dụng Super tại Goodwood 1982 và 1983 Giro D'Italia. Colnago được biết đến rộng rãi là nhà tài trợ của đội đua xe đạp Mapei huyền thoại trong suốt những năm 1990. Năm 2005, Colnago tài trợ cho đội đua xe đạp chuyên nghiệp Rabobank. Colnago cũng là nhà tài trợ xe đạp cho đội Navigators của Mỹ, đội mà tay đua nước rút người Úc Hilton Clarke đã là thành viên từ năm 2005 đến năm 2008.
Năm 2006, Đội Milram gia nhập danh sách các đội được tài trợ chuyên nghiệp của họ với sự góp mặt của Alessandro Petacchi và Erik Zabel nổi tiếng. Ngoài ra, Colnago là nhà tài trợ đồng danh của đội đua xe đạp chuyên nghiệp Landbouwkrediet-Colnago tham gia giải UCI Europe Tour và là nhà cung cấp khung chính thức cho Đội Tinkoff vào năm 2007. Bắt đầu từ Tour de France 2011, Đội Europcar đã sử dụng khung Colnago. Đối với năm 2012, Colnago đang tài trợ cho Colnago-CSF Bardiani.

## Tổng quan về sản xuất hiện tại
Cho đến đầu năm 2006, Colnago gần như đã sản xuất toàn bộ khung xe đạp của họ tại nhà máy Cambiago của họ, mặc dù những tin đồn dai dẳng về việc thuê ngoài các khung cơ bản hơn đã có từ những năm 1970. Alan đã sản xuất một số khung nhôm cho Colnago trong những năm 1980, bao gồm các mẫu xe đạp đường trường và xe đạp cyclocross có ống dưới kép và ống dưới đơn. Vào tháng 3 năm 2005, Colnago tuyên bố rằng họ đã gia nhập A-Team có trụ sở tại Đài Loan, có các thành viên bao gồm Giant, Merida và SRAM - nhà sản xuất Ý đầu tiên làm như vậy, để sản xuất các mẫu xe đạp tầm trung cho thị trường Nhật Bản và châu Âu.
Bắt đầu từ năm 2006, Colnago đã lấy nguồn cung cấp Primavera và Arte từ Giant Bicycles của Đài Loan. Cả hai đều nhận được đánh giá tích cực, mặc dù một số người cho rằng việc chuyển dịch sản xuất ra khỏi Ý là điều đáng tiếc.
Đã có một số tranh cãi vào năm 2006 về việc Giant có sản xuất thêm các mẫu xe khác, bao gồm cả các mẫu khung carbon, cho Colnago hay không. Theo tuyên bố của Ernesto Colnago, điều này không đúng:
"Đối với năm mẫu xe 2006, Colnago sẽ lấy nguồn cung cấp hai mẫu xe đạp đường trường nhôm cấp nhập môn từ Giant, được sản xuất theo thông số kỹ thuật và hình dạng khung của Colnago và chỉ được bán ở châu Âu và châu Á. Tất cả các xe đạp Colnago khác đều được lắp ráp tại Ý. Không có khung carbon Colnago nào được sản xuất tại Giant và sẽ không có, vì ông Colnago đã ký kết hợp đồng cung cấp lâu dài với ATR cho các khung xe đạp bằng sợi carbon."
Mặc dù đã phủ nhận, nhưng kể từ năm 2007, khung carbon monocoque CLX của Colnago đã được sản xuất tại Đài Loan. Năm 2008, một mẫu carbon Colnago thứ hai, CX-1, cũng được sản xuất tại Đài Loan.
Khung xe Colnago cao cấp nhất, C64, cũng như Master và C60, C59, C50, Extreme Power, Extreme C hiện đã ngừng sản xuất, được sản xuất và sơn tại Ý. Trong một loạt các tuyên bố công khai, Colnago khẳng định rằng tất cả các thiết kế đều bắt nguồn từ nhóm thiết kế Ý, tuyên bố rằng bản chất của những gì tạo nên một chiếc Colnago là thiết kế. Các sản phẩm carbon tầm trung hiện đang được cung cấp từ Đài Loan (giống như nhiều sản phẩm của các nhà sản xuất xe đạp khác) và tính đến năm 2011, M10 (đứng thứ hai trong dòng sản phẩm) được sản xuất tại Đài Loan và lắp ráp và sơn tại Ý, trong khi CX-1 được sản xuất hoàn toàn tại Đài Loan.
Khung xe cao cấp nhất hiện nay, C64, là khung carbon duy nhất vẫn được sản xuất hoàn toàn tại Ý.

## Khung

### Thép

1975 Colnago Super. Restored and repainted professionally. Driveside Chainstay and dropouts chromed, 3 top tube brazed cable guides added. Size 52cm

- Super Version 1 (1968-1978)--Ống Columbus SL, ống tròn (ống trên, ống dưới, ống đứng) gióng xích gấp khúc, bố trí cáp trên trục giữa.
- Mexico (1975-1977)--Ống Columbus Record, không gấp khúc ở gióng xích và biến thể Esa Mexico
- Super Profil (1982-83/84) hai phiên bản—có nắp gióng xích có rãnh, 1984 có nắp gióng xích phẳng
- Super Version 2 (1978-cuối những năm 1980)--Ống Columbus SL, ống tròn (ống trên, ống dưới, ống đứng) chữ Colnago được dập nổi trên nắp gióng xích, cầu nối gióng xích được gia công.
- Nuevo Mexico, hai mẫu, (phiên bản 1983 và 1985), ống Columbus Record, ống trên và ống dưới gấp khúc.
- Tecnos (1995–2000)--Khung đua xe thép sản xuất nhẹ nhất của Colnago được làm bằng ống Tecnos tùy chỉnh (thép Colnago Nivachrom độc quyền), ống trên và ống dưới quá khổ với hình dạng năm lá cỏ ba lá. Lugs ba điểm mạ crôm trên ống đầu và phuộc thép Precisa (khi không được giao kèm phuộc carbon). Phiên bản cuối cùng được dán nhãn 'Tecnos 2000' bao gồm nhãn ống.
- Master (1983-Hiện tại)--Khung thép hàng đầu với phuộc thép Precisa. Ống có rãnh Columbus Gilco trên tam giác chính. Có một số biến thể được biết đến. Master Olympic, Master Light, Master Più.
- Các mẫu thép khác bao gồm Superissimo, Super Più, Export (1982-3), C-94 (1994), C-97 (Thron tubing Decor era), Elegant (Tange in 1994, later EL-OS tubing) và Classic (~2000); hậu duệ của Super/Superissimo được làm bằng ống Zona.

### Nhôm
- Duall—(1988) Hai ống dưới bằng nhôm được liên kết với các lugs bằng nhôm được Alan sản xuất cho Colnago, thiết kế lugs từ phiên bản ống dưới đơn.
- MegaMaster— Các ống bằng hợp kim nhôm Columbus Altec được hàn với ống dưới mega và ống trên hình dạng "master".
- Asso—(những năm 2000) Ống Altec Zonal ba mối hàn; Ống trên hình dạng master.
- VIP 2000— Altec Zonal Columbus 7005
- Dream—(những năm 2000) Các ống nhôm Columbus Airplane được hàn; Ống trên và ống dưới hình dạng kiểu Tecnos. Các phiên bản sau được thêm gióng sau carbon HP.
- Active—(2004-2005) Ống nhôm Columbus Altec2 hình giọt nước với gióng B carbon và phuộc carbon, trục giữa ren kiểu Ý
- Active Plus—(2006-)
- Colnago Mix—(2004-2006?) Nhôm với gióng xích nhôm quá khổ và gióng yên bằng sợi carbon; Ống trên hình dạng Master và ống dưới hình dạng Dream.
- Rapid— Các ống bằng hợp kim nhôm Columbus "Custom" 7003 được hàn Tig quá khổ

### Titanium
- Master Titan— Các ống bằng hợp kim titan 6AL/4V được hàn với ống trên và ống dưới có hình dạng.
- Oval Titan— Ống trên và ống dưới hình oval quá khổ bằng titan được hàn.
- Bi-Titan— Hai ống dưới bằng titan được hàn.
- Titanio—(giữa những năm 1990) Ống dưới đơn, hình dạng tiêu chuẩn (1"), tất cả các khung được hàn bằng titan, phuộc thép.
- CT-1-- Các ống chính bằng titan được hàn, phía sau monostay với gióng sau bằng sợi carbon được liên kết, phuộc carbon 1".
- CT-2-- Giống như CT-1, nhưng với gióng HP và phuộc carbon 1.125".

### Carbon

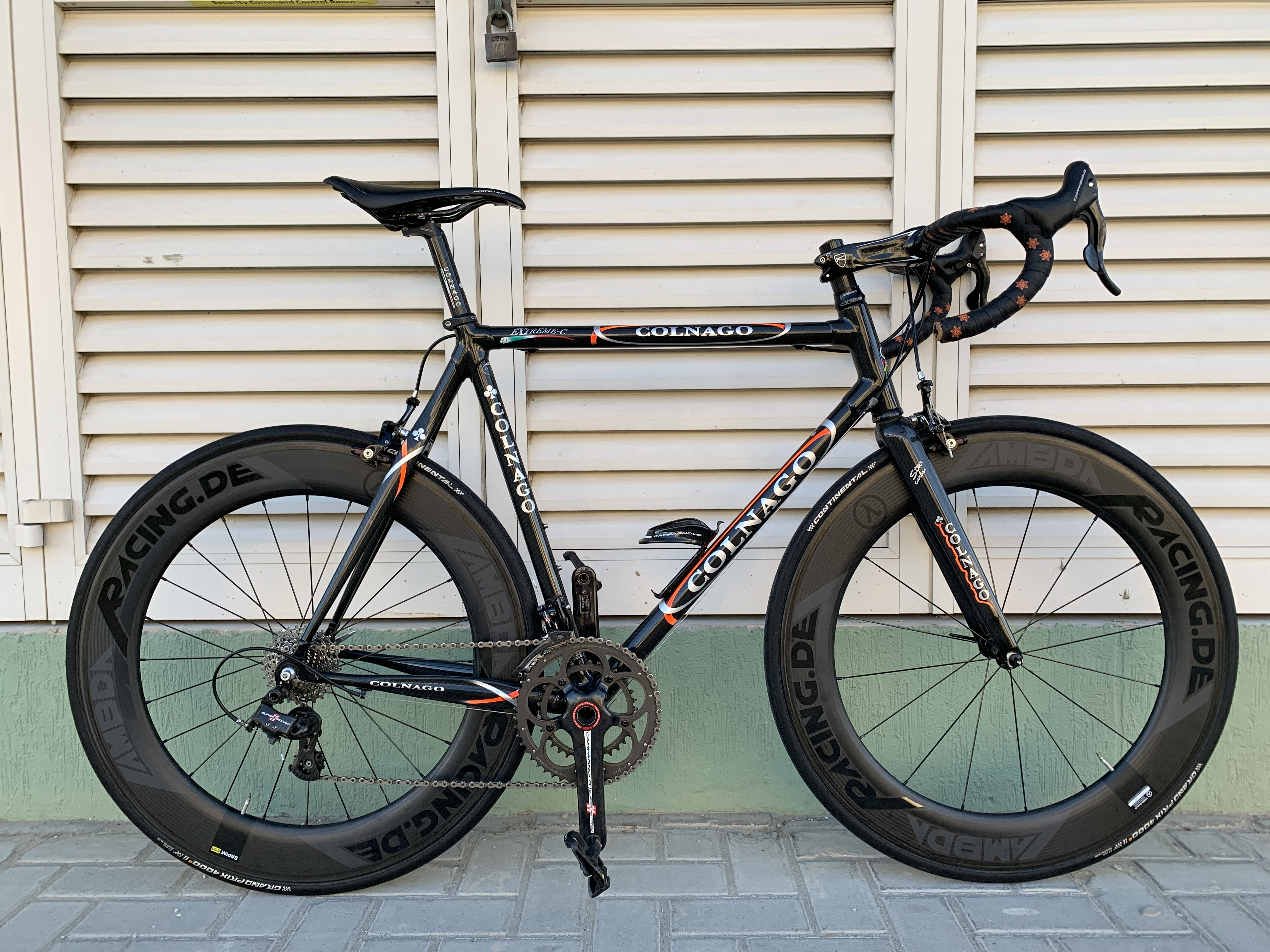
A Colnago 2006 Extreme C Model

- Volo—(1988) Khung liền khối sợi carbon gia cố Kevlar
- C35—(1989) Khung liền khối sợi carbon hoàn toàn.
- Carbitubo—(1988-1991) Được xuất xưởng dưới dạng một ống dưới bằng carbon 'mono' được liên kết với các lugs bằng nhôm, sau đó là một ống dưới kép được thử nghiệm. Sản xuất kết hợp với Alan.[25].
- C40—(1993/4-) Khung sợi carbon hoàn toàn đầu tiên được xuất xưởng với phuộc thép Precisa, sau đó với phuộc carbon. Thế hệ đầu tiên được xuất xưởng với các ống tròn; sau đó với các ống carbon hình dạng Master được liên kết với các lugs carbon.
- CF1—(2000) Sự hợp tác giữa Colnago-Ferrari, Carbon liền khối. Một số phiên bản của khung Ferrari CF đã theo sau.
- Cristallo (2004) Khung liền khối sợi carbon hoàn toàn nặng 1.100g, rất hiếm trong sản xuất và thông tin.
- C50—(2004) Kết cấu tương tự C40 với phuộc 1,125.
- C50 CX Phiên bản giới hạn, phiên bản đặc biệt được chế tạo cho cyclocross, với các điểm tựa phanh cantilever phía trước/sau.
- Prestige CX Khung carbon liền khối (không có lugs) cho cyclocross, phiên bản đầu tiên có điểm tựa canti, phiên bản thứ hai có phụ kiện phanh đĩa.
- Extreme C—(2006): Xe đạp leo núi toàn bộ bằng carbon nhẹ, lug carbon và ống carbon tròn với lug ngắn hơn.
- Extreme Power—(2007): Cấu tạo tương tự như C40/C50 nhưng cứng cáp hơn cũng sử dụng ống carbon tròn.
- CX1—(2007): Phía trước bằng carbon monocoque được liên kết với các thanh ngang bằng carbon. Đây cũng là chiếc Colnago đầu tiên có bộ chén cổ tích hợp.
- CLX—(2008): Mảnh carbon monocoque; tam giác sau được đúc riêng biệt với tam giác trước và được gắn bằng lug liên kết.
- EPS—(2009): Cấu tạo lug và ống với bộ chén cổ tích hợp và thiết kế phuộc mới.
- EPQ— (2011): Cấu tạo ống và lug của Extreme Power (EP) được thiết kế lại với thanh ngang phía sau có cấu hình vuông hơn ('Q-Stay') giúp tăng độ cứng, được chia sẻ với M10 và C59. Bộ chén cổ tích hợp một phần.
- C59—(2011): Khung liên kết ống và lug bằng carbon như C40/C50 (2011) với ống có hình dạng tương tự như Master.
- M10—(2011): Cấu tạo liền khối với hình học tương tự như C59 nhưng ống trên ngắn hơn một chút và ống đầu dài hơn.
- CX-Zero—(2013): Khung liền khối hoàn toàn, bộ chén cổ tích hợp, chiếc Colnago đầu tiên có trục giữa press fit 86.5, được thiết kế cho các cuộc đua cổ điển trên đường đá cuội.[26]
- V1-r—(2014): Thay thế M10 trở thành khung carbon liền khối hàng đầu được sản xuất tại Đài Loan. Được phát triển với sự hợp tác của Ferrari Engineering.[27]
- AC-R—(2014-) Khung carbon liền khối cấp nhập môn tương thích với bộ chuyển động điện tử và cơ học.
- C60—(2014) Khung liên kết ống và lug bằng carbon như C40/C50 nhưng kéo dài hình dạng ngôi sao đa diện đặc trưng của Colnago trên toàn bộ chiều dài của ống và qua các lug, đồng thời cũng sử dụng đường kính ống lớn hơn và thành mỏng hơn một chút để tạo thành một khung nhẹ hơn C59 một chút.[28]
- C64—(2018) Khung liên kết ống và lug bằng carbon tương tự như C59 và C60.[24]
- C68—(2022) [29]

### Khung xe đạp mục đích đặc biệt

#### Đua xe đạp việt dã
Trong những năm qua, Ernesto Colnago đã sản xuất khung thép cyclocross cho các tay đua chuyên nghiệp cá nhân và không bán bất kỳ khung thép nào ra công chúng. Một số ít khung đã được xác định, một khung đời đầu dựa trên Colnago Super và được chế tạo cho Roger de Vlaeminck. Khung này được bán trên eBay vào tháng 11 năm 2012 với giá khoảng 1200 đô la Mỹ. Một chiếc Colnago Super Cyclocross Team Kwantum Decosol Team 1985 đời thứ hai của Adrie Van Der Poel, không được liệt kê trong danh mục hoặc bán lẻ thông thường.
Một khung xe khác xuất hiện một vài năm trước, và dường như được sản xuất vào giữa đến cuối những năm 90, dựa trên Colnago Crystal, được dán nhãn cụ thể là "Master" trên giá đỡ phanh sau. Các mối nối và thanh yên tương tự như trên Crystal, ống lớn hơn một chút so với các mẫu xe đường trường khác (ống đứng 32mm OD, ống yên 29mm), chiều dài cơ sở thoải mái, ống trên dẫn hướng phanh sau và derailleur, dẫn hướng truyền thống cho derailleur trước nhưng không có điểm hàn cho derailleur trước. Vỏ trục dưới Colnago. Phuộc thẳng không có ren kiểu mtb (không có vương miện chính thức). Không có số sê-ri được đóng dấu trên chấu sau. Liên hệ với nhà máy Colnago không thể xác định năm hoặc cung cấp thêm thông tin.
Colnago đã sản xuất một vài chiếc xe đạp cho nhà vô địch đua xe đạp việt dã và MTB người Ý Luca Bramati. Bramati đã cưỡi chiếc xe đạp việt dã Colnago bằng thép, không lug màu vàng trong giải vô địch thế giới 1996 ở Munich, được coi là một trong những cuộc đua hấp dẫn nhất từ trước đến nay, nơi anh ấy xếp thứ ba. Xe đạp của anh ấy có phuộc trước với vương miện phuộc hàn truyền thống và bộ truyền động dây cáp trước/sau đầy đủ. Kích thước ống trông lớn hơn một chút và nhìn chung, chiếc xe đạp trông khá giống với chiếc xe đạp leo núi Colnago của Bramati mà anh ấy đã đua ở Atlanta trong Thế vận hội 1996.
Một chiếc xe đạp khác có thể được sản xuất cho Bert Hiemstra vào năm 1998/1999, tay đua của Rabobank. Đây là một khung thép không lug, có nhãn hiệu "Colnago Competition" với màu sắc của Rabobank, 59 cm CtT, được thiết lập với Dura Ace 9 tốc độ và phuộc unicrown.
- Cyclocross (c 1980s): Xe được sản xuất bởi Alan, có tên "Colnago" được dập dưới đáy ống đầu. Khung nhôm được bắt vít và dán vào các mối nối. Kích thước được dập ở trục giữa, không có số sê-ri trên các chấu sau. Ống trên được vát ovan để dễ dàng mang xe trên vai khi chuyển tiếp.
- Dual Cyclocross[34]
- Dream CX—Khung nhôm được sản xuất giống như Dream Road với phuộc trước kiểu MTB unicrown và thanh giằng bổ sung ở mối nối ống đầu/ống đứng.[35]
- World Cup—
- Prestige—Các khung Prestige đời đầu, tất cả đều được cấu tạo liền khối, có thêm một thanh giằng giữa ống trên và ống yên để mang xe trong các cuộc đua cyclocross. Chúng cũng có các vị trí gắn bình nước. Các khung sau đó đã loại bỏ thanh giằng này và có thêm các giá đỡ cho phanh đĩa.
- C50 CX Rabobank Team[36]

#### Xe đạp leo núi
Mặc dù không phổ biến hoặc được bán rộng rãi trên thị trường Mỹ, Colnago đã sản xuất một số mẫu xe đạp leo núi. Một số mẫu xe có thiết kế khung Master giống như xe đạp đường trường Colnago.
- Master - Khung ống Master tương tự như xe đạp đường trường Master, xe đạp leo núi khung cứng unicrown fork
- Maxim -
- Dòng CF - CF12 hợp tác với Ferrari